# Escudo de Sierra Leona
El escudo de Sierra Leona (al igual que la bandera), fue desarrollado por el Colegio heráldico del Reino Unido y concedido por la reina Isabel II el 1 de diciembre de 1960. El escudo describe un león pasante de oro, linguado uñado y armado de gules en un campo de sínople surmontado por un borde de plata en zigzag situado en el jefe, que representa las montañas de león que dan nombre al país. En el jefe, tres antorchas de plata que simbolizan la educación y el progreso. En la base hay tres ondas de azur simbolizando el mar. Como soportes, dos leones de oro, semejantes a los de la insignia colonial. Los tres colores principales del escudo - sínople (verde), plata (blanco) y azur (azul)- son los que forman la bandera nacional. El verde representa la agricultura y los recursos naturales, el azul representa el puerto de Freetown y el blanco representa la unidad y la justicia. En la parte de abajo, en una cinta blanca se puede leer el lema nacional: "Unity, Freedom, Justice" ("Unidad, Libertad, Justicia").
El león y la partición en dientes de sierra son elementos hablantes que hacen referencia al nombre del Estado, derivado del portugués Serra do Leão (Sierra del León). que es como describieron esta parte de la costa los exploradores portugueses en el siglo XV. Las antorchas, según las diversas fuentes, simbolizan el pueblo africano y su ansia de libertad y conocimiento, la paz y la dignidad. Las fajas onduladas representan la costa y el comercio marítimo, fundamental para el desarrollo del país. Las palmeras aluden al principal recurso agrícola y eran un elemento presente ya en la heráldica de la antigua colonia y protectorado británico. Los colores principales del escudo -verde, blanco y azul- son también los de la bandera estatal.

## Escudos utilizados anteriormente
Durante la época colonial, Sierra Leona usaba un sello redondo con un elefante ante una palmera, idéntico también para Ghana y Gambia, pero con las iniciales S.L. como distintivo.
Más adelante, el 30 de julio de 1914 adoptó un nuevo escudo partido: en el primero, un guerrero africano sentado en la playa, con un velero navegando a lo lejos, todo al natural; en el segundo, de oro, una palmera al natural. Al frente, la antigua bandera del Reino Unido. Abajo, una cinta con el lema en latín: AUSPICE • BRITANNIA • LIBER (Libre bajo el mandato británico).

Insignia del África Occidental Británica (1870-1888)
Insignia de Sierra Leona (1889-1914)
Escudo de armas de Sierra Leona (1914-1960)